# Jamezi
Jamezi o Chamezi (en griego, Χαμέζι) es un pueblo de Grecia ubicado en la isla de Creta. Pertenece a la unidad periférica de Lasithi y al municipio y a la unidad municipal de Sitía. En el año 2011 contaba con una población de 253 habitantes.

## Restos arqueológicos

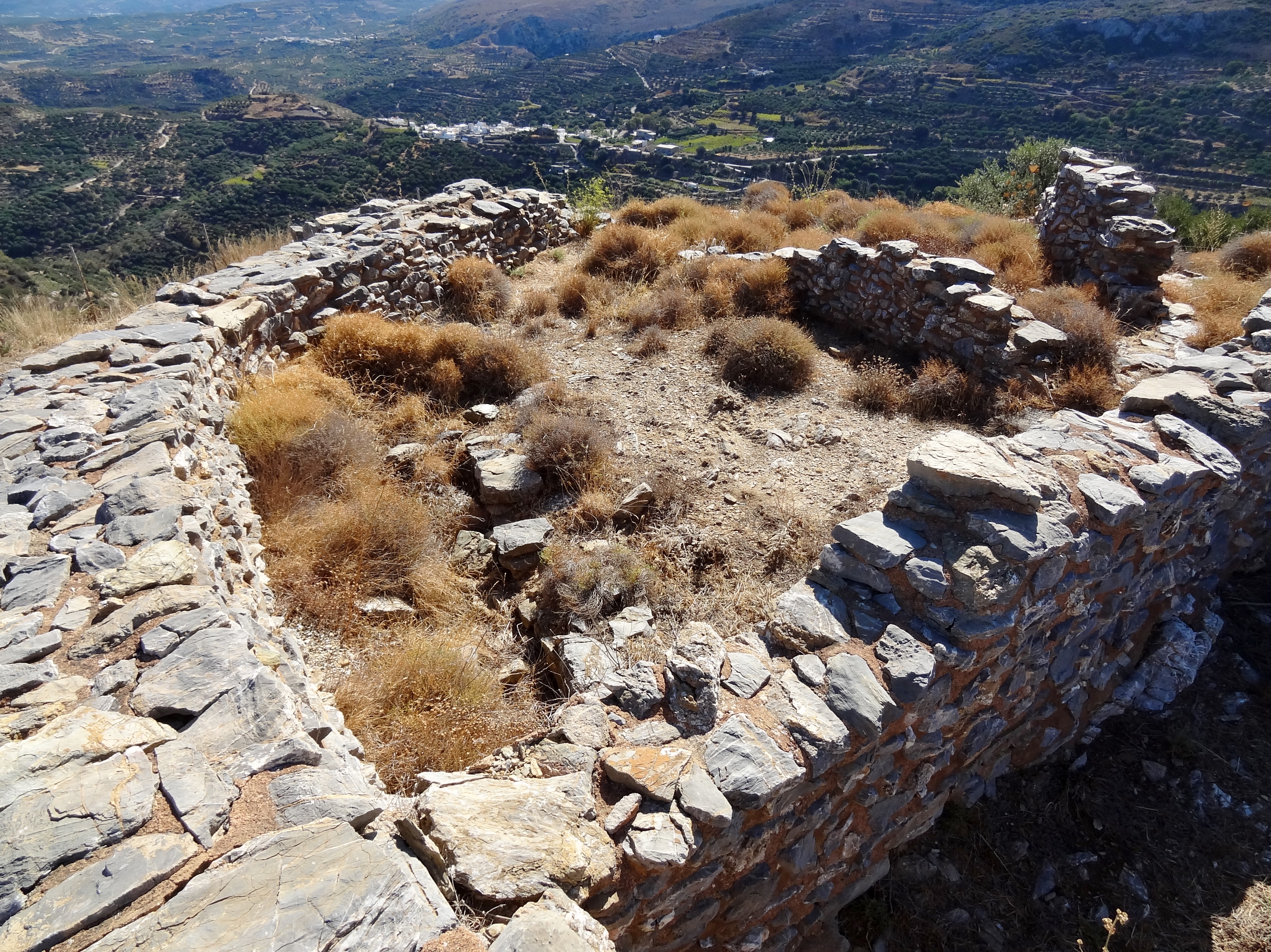
Restos arqueológicos de Jamezi.

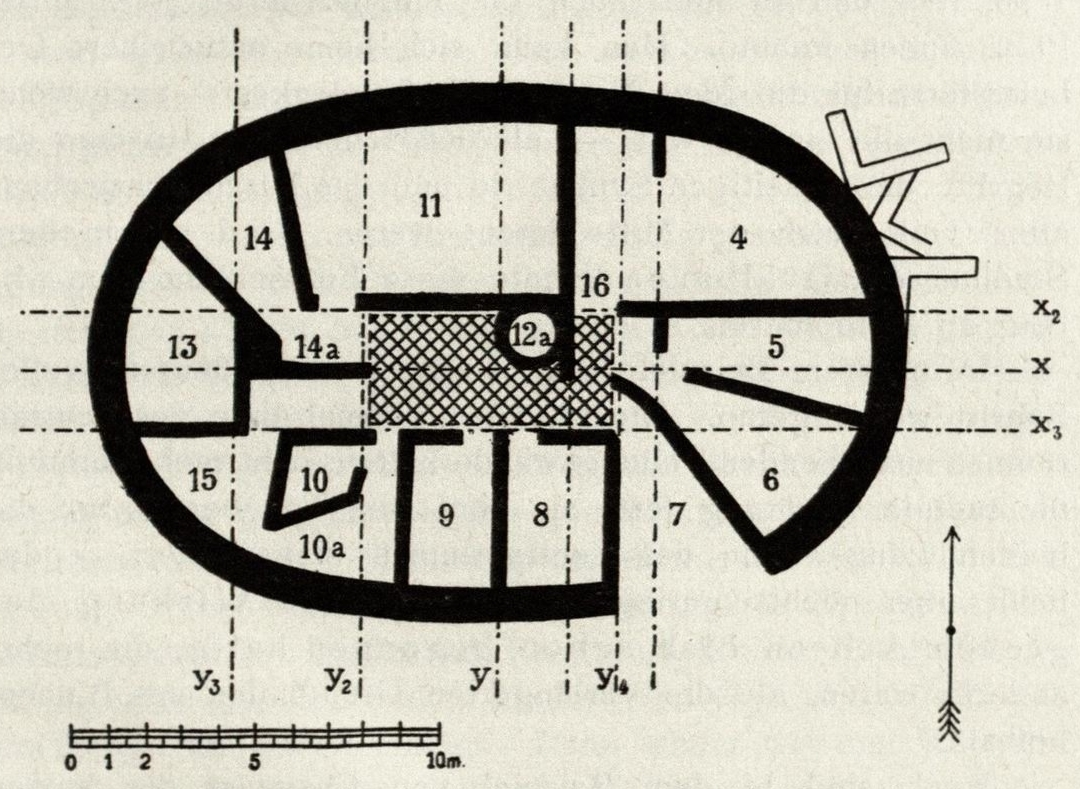
Plano del edificio oval del yacimiento arqueológico de Jamezi.

A una distancia de 1 km del pueblo, en el monte Souvloto Mouri, las excavaciones han sacado a la luz un edificio oval de nueve habitaciones en torno a un pequeño patio con una cisterna cuya superficie total es de 21 x 15 m. Este edificio pertenece al periodo minoico medio 1A pero se han identificado cinco fases de construcción y de hecho fue construido sobre otro anterior perteneciente al periodo minoico antiguo. En el centro había un pequeño santuario. Entre los hallazgos realizados en las excavaciones se encuentran figurillas con forma humana y con forma de animal, un torno, una mesa de ofrendas circular de terracota, fragmentos de pithoi —algunos con inscripciones en Lineal A—, recipientes de piedra, un ritón, tritones de conchas y cerámica, diversas herramientas y objetos de cobre, entre ellos dos dobles hachas. 
Se ha sugerido, debido a su posición estratégica con vistas a la bahía de Sitía y al valle de Piskokéfalo, y a sus fuertes muros defensivos, que podría tratarse de un edificio de vigía dependiente del palacio de Malia y que anteriormente hubiera estado relacionado con el palacio de Petra.
Las primeras excavaciones fueron dirigidas en 1903 por Stephanos Xanthoudides y posteriormente, en 1971, Costis Davaras realizó nuevos trabajos arqueológicos en el lugar.